# Bulembu
Bulembu – miasto w Eswatini, w dystrykcie Hhohho.